# Jeremy Peña
Jeremy Joan Peña (nacido en Santo Domingo, 22 de septiembre de 1997) es un campocorto de béisbol profesional perteneciente a los Astros de Houston de la Major League Baseball (MLB). Peña es seleccionado en el draft de 2015 en la ronda 39 por los Bravos de Atlanta pero decide no firmar y en su lugar fue a jugar béisbol universitario en la Universidad de Maine juega allí para los Black Bears hasta el año 2018 cuando es nuevamente seleccionado en el draft en la ronda 3 por los Astros de Houston esta vez decide firmar y juega en las filiales de los Astros hasta el año 2022 cuando hace su debut en las Grandes Ligas.
Peña puede presumir en su primera de temporada un Guante de Oro en la posición de campocorto aparte de ser nombrado MVP de la ALCS y de la Serie Mundial de 2022.

## Vida personal
El padre de Peña, Gerónimo Peña, fue jugador de cuadro en las Grandes Ligas de los Cardenales de San Luis y los Indios de Cleveland de 1990 a 1996.